# فتحی الجبل
فتحی الجبل (انگلیسی: Fathi Al-Jabal؛ زادهٔ ۲۵ فوریهٔ ۱۹۶۳) مربی فوتبال اهل تونس است.